# José Gonçalves Ferreira
Monsenhor José Gonçalves Ferreira (5 de agosto de 1826 — 19 de março de 1883) foi padre e jornalista brasileiro. Fundou o jornal O Apóstolo, que circulou no Rio de Janeiro entre 1866 e 1901.
Nasceu em Rio Grande, na província do Rio Grande do Sul, filho de Lina de Jesus da Silveira Ferreira (†17 de junho de 1878), natural daquela cidade, e de José Gonçalves Ferreira, oriundo de Valença do Minho, Portugal. Eram seus irmãos o comendador Joaquim José Gonçalves Ferreira e Joana Maria Ferreira da Silveira (1834-1897), primeira Condessa de São Mamede. Era também sobrinho do Visconde de Guaratiba.
Adotou a carreira eclesiástica, professando na Ordem de São Bento, na qual se conservou até 1850, ano em que se secularizou.
Em 1866, fundou o jornal O Apóstolo, em que defendia os interesses da Igreja Católica. Foi de grande proeminência na década de 1870, ao defender os bispos, na Questão Religiosa e atacou o ministério Rio Branco.
Foi cônego honorário da Sé de Porto Alegre, mestre-de-cerimônias no Arcebispado da Bahia, reitor do Seminário São José, vigário geral interino e provisor do Bispado do Rio de Janeiro e monsenhor protonotário junto a Sua Santidade. Era cavaleiro da Imperial Ordem de Cristo e comendador da Ordem Equestre do Santo Sepulcro de Jerusalém.
Faleceu aos 57 anos, vitimado por uma embolia cerebral, e seu corpo sepultado no Cemitério do Catumbi.